# برناديت بيرين-ريو
برناديت بيرين-ريو (بالفرنسية: Bernadette Perrin-Riou)‏‏ (وُلدت في 1 أغسطس 1955) رياضياتية فرنسية. حاصلةُ على جائزة روث ليتل ساتر في الرياضيات عام 1999، تقديرًا لعدد بحوثها النظرية حول الدالة اللامية لعدد ذو أساس أولي ونظرية إيواساوا.